# عرب طبایا
عرب طبایا (به عربی: عرب طبایا) یک منطقهٔ مسکونی در لبنان است که در شهرستان صیدا واقع شده‌است. عرب طبایا ۴۰۰ متر بالاتر از سطح دریا واقع شده‌است.